# Retraite (comptabilité)
Pour les articles homonymes, voir Retraite.
Un engagement de retraite est l'obligation que s'est donnée une entreprise de payer des rentes à la retraite de ses salariés.

## Enjeux des engagements de retraite
Les montants engagés par l'entreprise peuvent être très importants et le mode de calcul peut paraître subjectif. C'est pour cette raison que le code de commerce a rendu obligatoire l'indication du montant des engagements de retraite dans l'annexe.

## Comptabilisation des engagements de retraite des entreprises
L'entreprise peut s'engager en matière de retraite de ses salariés et peut donc intervenir comme un fonds de pension. Ceci implique une information comptable spécifique dans l'entreprise.

### Selon le plan comptable français
Il existe deux régimes possibles :
- le régime à cotisations définies (gestion externe) qui engage l'employeur au respect de la convention collective, c'est-à-dire ici à verser des cotisations régulières à un organisme gestionnaire. Les cotisations sont constatées immédiatement en charge ;

- le régime à prestations définies (gestion interne) qui engage l'employeur à verser des prestations (pensions ou d'indemnités de départ à la retraite) en fonction de l'ancienneté, du salaire de l'employé, du risque actuariel et du risque de placement de l'entreprise. Selon l'article L123-13 du code de commerce, l'engagement doit être indiqué en annexe en précisant ceux qui par ailleurs font l'objet d'une provision et ceux en faveur des dirigeants. D'autre part les entreprises ont la possibilité de constater en tout ou partie les engagements au passif du bilan, sous forme de provision pour risques et charges (compte 153). Cette provision est généralement calculée selon la méthode rétrospective avec salaire en fin de carrière modulé en fonction de l'espérance de vie, de la politique salariale et du turn-over dans l'entreprise. Pour les entreprises de moins de 250 salariés la méthode est libre mais expliquée en annexe. Fiscalement la provision n'est pas déductible (seulement les versements des cotisations le moment venu).

### Selon les normes internationales (IAS 19)
La norme IAS 19 traite des avantages du personnel en général.
Il faut donc distinguer ici les avantages à long terme des avantages postérieurs à l'emploi.
Dans le cas des avantages postérieurs à l'emploi, notamment la retraite, la norme distingue les régimes à cotisations définies des régimes à prestations définies. Dans le premier cas, le paiement des avantages, à échéance, est du ressort d'un tiers (ex : régime AGIRC ou ARRCO) alors que dans le second cas c'est l'entreprise qui s'engage à verser les avantages aux personnels. Ainsi, si la société porte le risque, nous sommes dans le cas d'un régime à prestation définie. Il est aussi possible que la société ait fait appel (soit par choix, soit par obligation réglementaire) à un assureur, ou un fonds de pension, qui s'engage à payer les avantages futurs en contrepartie de cotisations immédiates.
La norme IAS 19 traite essentiellement de la comptabilisation des régimes à prestations définies. Afin de mesurer l'engagement brut de la société, cette dernière doit utiliser la seule méthode autorisée par la norme : la méthode des unités de crédit projetées.
Cette méthode, se base sur des hypothèses démographiques et financières afin de permettre de déterminer le PBO (projected benefit obligation) ou encore la valeur actuelle probable de l'engagement (VAP). S'agissant de données « estimées », ces hypothèses sont comparées au moins une fois par an avec les données réelles (ex : le taux d'augmentation des salaires estimé est comparé avec les augmentations réelles de la période, ou encore, le taux d'actualisation projeté est comparé au taux spot de la clôture). Il en ressort donc des différences que l'on appelle des Pertes et Gains Actuarielles (PGA). Ainsi, lors des changements d'hypothèses actuarielles ces gains (ou pertes) sont comptabilisés directement en capitaux propres (OCI). En effet, à la suite de la modification de la norme IAS 19 par l'IASB en juin 2011, La méthode du corridor n'est plus applicable et la seule autre possibilité est la constatation de 100 % des PGA en OCI. Nota : mise en application de la norme IAS 19 modifiée, le 1er janvier 2013 avec un exercice comparatif.
Il est à noter aussi que les événements spécifiques tels que les past services cost, settlement ou encore curtailment, qui sont la conséquence d'une modification (ou suppression) de régime, sont dorénavant à constater directement en résultat (plus d'amortissement possible).
Enfin, dans le cas où la société a couvert tout ou partie de ses engagements bruts par des actifs totalement dédiés (actifs de couverture), la juste valeur de ces actifs doit être déterminée à la date de clôture afin de présenter au bilan un engagement net (engagement brut - actif de couverture) qui dans certains cas peut être présenté à l'actif du bilan, la couverture étant supérieure à l'engagement.